# Marinus van der Lubbe

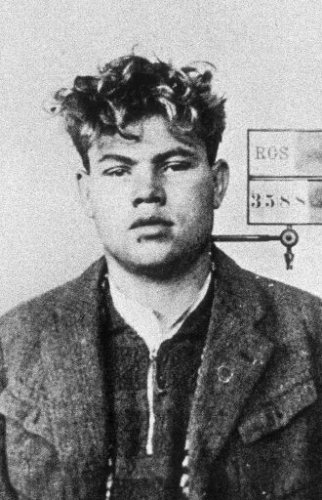
Marinus van der Lubbe

Marinus van der Lubbe (13 tháng 1 năm 1909 - 10 tháng 1 năm 1934) là một cố vấn Cộng sản người Hà Lan đã bị xét xử, kết án và hành quyết vì tội danh đốt tòa nhà Reichstag của Đức vào ngày 27 tháng 2 năm 1933, một sự kiện được gọi là vụ hỏa hoạn Reichstag.

## Tiểu sử
Marinus van der Lubbe sinh ra ở Leiden thuộc tỉnh Nam Hà Lan. Cậu bé được sinh ra với những khó khăn trong học tập. Cha mẹ cậu đã ly dị, và sau khi mẹ cậu qua đời khi cậu 12 tuổi, cậu đã sống với gia đình của một nửa chị em mình. Lúc trẻ, van der Lubbe làm nghề thợ xây. Anh ta có biệt danh là Dempsey sau khi anh trai Jack Dempsey, vì sức mạnh của anh. Trong công việc của mình, Van der Lubbe tiếp xúc với phong trào lao động; Vào năm 1925, anh gia nhập Đảng Cộng sản Hà Lan (CPN), và thanh thiếu niên của Đoàn Thanh niên Cộng sản (CJB).
Năm 1926, anh bị thương trong khi làm việc, có vôi trong mắt, khiến anh phải nằm viện vài tháng và gần như làm anh mù quáng. Chấn thương buộc anh phải bỏ công việc của mình, vì vậy ông thất nghiệp chỉ với 7,4 đô la mỗi tuần. Không thể sống thiếu điều này, anh ta bị buộc phải làm những công việc không thường xuyên. Sau một vài cuộc mâu thuẫn với em gái của mình, Van der Lubbe chuyển đến Leiden năm 1927. Tại đó, anh học tiếng Đức và thành lập Nhà của Lenin, nơi ông tổ chức các cuộc họp chính trị. Trong khi làm việc cho nhà máy Tielmann, một cuộc đình công nổ ra. Van der Lubbe đã tuyên bố với ban quản lý là một trong những nhà lãnh đạo và đề nghị chấp nhận bất kỳ sự trừng phạt nào nếu không có ai bị nạn, mặc dù rõ ràng ông ta chưa có kinh nghiệm trong việc tham gia một cách nghiêm túc. Trong phiên xử, anh đã cố gắng yêu cầu bồi thường trách nhiệm duy nhất và được cho là thù địch với ý tưởng để được thả tự do.
Sau đó, Van der Lubbe lên kế hoạch di cư sang Liên Xô, nhưng anh thiếu tiền để làm như vậy. Ông đã hoạt động về mặt chính trị trong phong trào công nhân thất nghiệp cho đến năm 1931, khi ông rơi vào bất đồng với CPN và thay vào đó tiếp cận Nhóm Cộng sản Quốc tế năm 1933, Van der Lubbe trốn sang Đức để hành động trong chế độ cộng sản địa phương hoạt động ngầm. Anh đã có một hồ sơ hình sự về hành động phá hoại.

## Vụ hỏa hoạn Reichstag

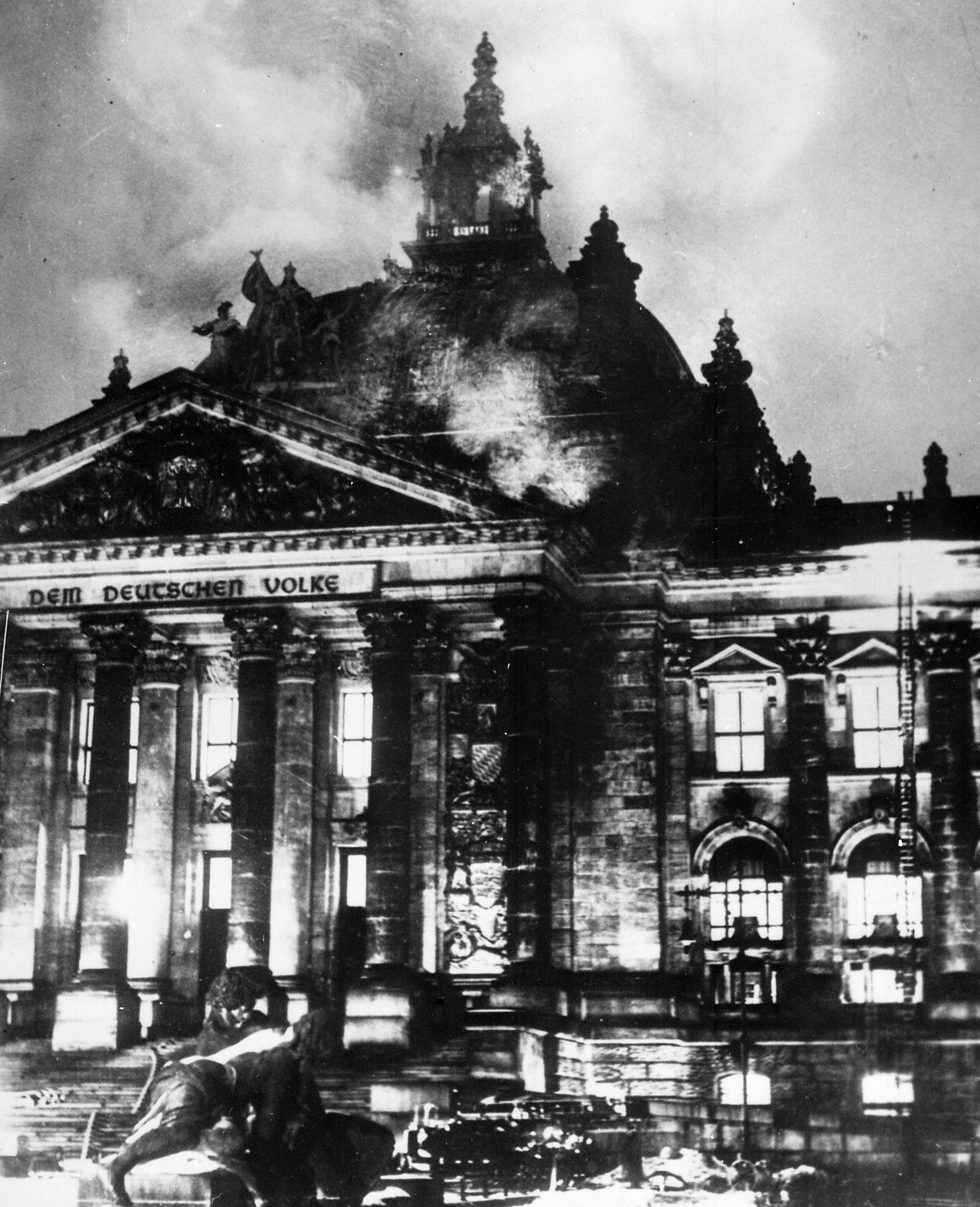
Tòa nhà Reichstag bị cháy.

Van der Lubbe nói rằng ông ta đã đốt cháy tòa nhà Reichstag như một tiếng kêu để tập hợp các công nhân Đức chống lại chế độ phát xít. Ông đã bị đưa ra xét xử cùng với người đứng đầu Đảng Cộng sản Đức và ba thành viên Bungari của Tổ chức Comintern. Tại phiên toà của ông, Van der Lubbe đã bị kết án và kết án tử hình vì tội hỏa hoạn Reichstag. Bốn bị cáo khác (Ernst Torgler, Georgi Dimitrov, Blagoi Popov, và Vasil Tanev) tại phiên xử đã được tha bổng. Ông bị chém trong sân tù ở Leipzig vào ngày 10 tháng 1 năm 1934, ba ngày trước sinh nhật thứ 25 của ông. Anh được chôn cất trong một ngôi mộ không có bia trên Südfriedhof (Nghĩa trang Nam) ở Leipzig.
Sau Thế chiến II, em trai của Marinus van der Lubbe, Jan van der Lubbe đã cố gắng nỗ lực nhằm lật ngược bản án chống lại anh trai mình. Năm 1967, án của ông đã được thay đổi bởi một thẩm phán từ cái chết đến tám năm tù. Vào năm 1980, sau một thời gian dài khiếu nại, một tòa án Tây Đức đã lật ngược hoàn toàn phán quyết nhưng điều này đã bị công tố viên bang phản đối phản đối. Vụ án đã được Toà án Tư pháp Liên bang Đức thẩm vấn lại trong ba năm cho đến năm 1983, tòa án đưa ra quyết định cuối cùng về vấn đề này, làm đảo lộn kết quả của cuộc thử nghiệm năm 1980 trước đây vì lý do không có căn cứ, Làm cho nó bất hợp pháp. Tuy nhiên, vào ngày 6 tháng 12 năm 2007, Chưởng lý Đức Monika Harms huỷ bỏ toàn bộ phán quyết và đã tha thứ cho Van der Lubbe dựa trên luật pháp Đức năm 1998, có thể lật ngược một số vụ án bất công của Đức quốc xã. Việc xác định tòa án dựa trên giả thiết rằng chế độ xã hội chủ nghĩa toàn quốc theo định nghĩa là không công bằng; Và, kể từ khi án tử hình trong trường hợp này có động cơ chính trị, nó có thể đã có một phần mở rộng của sự bất công đó. Phát hiện này không phụ thuộc vào những câu hỏi thực tế về việc liệu Van der Lubbe có thực sự là người gây cháy hay không.